# 獵殺猛鬼公路
《獵殺猛鬼公路》（英語：The Devil's Rejects）是一部2005年美國恐怖片，由羅伯·殭屍執導、編劇和監製，為2003年電影《猛鬼1000》的續集。故事主要敘述殺人如麻、患有精神病的法爾弗利家族遭到警方的襲擊，而使家族剩下的三名成員踏上逃亡之路。前集主演席德·海格、比爾·莫斯利和雪莉·穆恩·殭屍回歸出演各自的角色。該片同時也是演員馬修·麥戈里的遺作之一，他於2005年8月去世。
該片在美國於2005年7月22日上映，並在商業上取得了小成功，以及比前集更佳的評價。《獵殺猛鬼公路》發行數年後已獲得了邪典追捧的地位。

## 劇情
在萬聖節獻祭的七個月後，1978年5月18日，德克薩斯州警長約翰·昆西·懷德爾帶領一大群州警對在過去幾年中犯下七十五多起凶殺及失蹤案的法爾弗利家族展開搜索與殲滅。家族成員們武裝起來與警察們展開交火；最後，兒子之一的魯弗斯被殺死，法爾弗利老媽則被羈押，而長子奧提斯和女兒寶貝順利逃脫。他們在殺死駕駛後偷了一輛車，並到一間名為大溪地棕櫚（Kahiki Palms）破舊的汽車旅館中等待與老爸史伯汀隊長會合。
在汽車旅館裡，奧提斯和寶貝將一支名為班卓與蘇利文（Banjo and Sullivan）的樂團挾持成人質，並在一開始就殺了一名成員。與此同時，車子汽油耗盡的史伯汀船長襲擊了一個男孩的母親並成功偷到了一輛車。在汽車旅館時，奧提斯強姦了樂團成員羅伊的妻子葛洛莉雅，並要求亞當和羅伊帶著他一起去挖自己埋在某處的槍。在途中，亞當和羅伊襲擊了奧提斯，但反被對方相繼殺害。回到汽車旅館，亞當的妻子溫蒂試圖從浴室的窗戶逃走，而葛洛莉雅在試圖反抗時則遭寶貝殺死。溫蒂跑出了汽車旅館，但卻被史伯汀隊長捉住並將她擊昏。奧提斯回來後，三人開著樂團的廂型車離去。
當女傭來打掃房間時，發現浴室的牆上有著「魔鬼的棄選者」（The Devil's Rejects）之血字，並被帶著亞當人皮面具的溫蒂嚇了一跳；當溫蒂跑到公路上尋求協助時，她被一輛大卡車意外地輾死。懷德爾找上了一對不正派的賞金獵人「邪惡二人組」（Unholy Two）——朗多及比利·雷來幫他找到法爾弗利家族。在調查史伯汀一名時，他們發現了對方還有著一個名為查理·阿爾塔蒙特的同事。懷德爾在睡夢中遇見了自己被法爾弗利老媽殺害的兄弟喬治，喬治要求他幫自己復仇，這使醒來後的懷德爾開始失去理智，並用刀殺死了在獄中的法爾弗利老媽。與此同時，史伯汀隊長、奧提斯和寶貝躲藏在查理所擁有的妓院中。
在查理離開妓院後，懷德爾威脅他放棄包庇法爾弗利家族。在「邪惡二人組」的幫助下，懷德爾成功將三人帶到了法爾弗利的房子裡，並用他們對受害者使用的類似手法折磨著他們。同時他也向寶貝透露，他們的老媽已被自己殺死。懷德爾將房子點燃，留下了奧提斯和史伯汀，但讓寶貝逃到外頭，好讓自己能對其進行「狩獵」。查理回來拯救法爾弗利家族，但被懷德爾所殺。寶貝的左腿中槍後，被懷德爾殘忍地用馬鞭鞭打且企圖將她掐死。突然，家族倖存的成員提尼現身介入，將懷德爾的脖子扭斷，並拯救了屋裡的奧提斯和史伯汀。史伯汀、奧提斯和寶貝在開走查理的1972年凱迪拉克埃爾多拉多後，提尼自願留下並走進燃燒的房子裡。三人都受了嚴重的傷，並體會到他們過去的受害者所遭受的折磨和痛苦。當奧提斯沿著道路開著車、寶貝和史伯汀在後座睡著時，他注意到警察們在前方設置了路障。在認為自己無法存活時，他叫醒了寶貝和史伯汀並個給他們一把槍。最後，他們加速朝路障駛去，並與警察展開交火。

## 演員
- 席德·海格飾演史伯汀隊長（英语：Captain Spaulding (Rob Zombie character)）
- 比爾·莫斯利飾演奧提斯·德瑞夫沃德（Otis Driftwood）
- 雪莉·穆恩·殭屍（英语：Sheri Moon Zombie）飾演寶貝（Baby）
- 威廉·佛塞飾演約翰·昆西·懷德爾警長（Sheriff John Quincey Wydell）
- 肯·弗雷（英语：Ken Foree）飾演查理·阿爾塔蒙特（Charlie Altamont）
- 馬修·麥戈里飾演提尼·法爾弗利（Tiny Firefly）
- 雷斯萊·伊斯特布魯克（英语：Leslie Easterbrook）飾演葛洛莉雅·法爾弗利（Gloria Firefly）
- 戴夫·謝里登飾演雷·多布森警官（Officer Ray Dobson）
- E·G·戴利（英语：E. G. Daily）飾演凱蒂（Candy）
- 傑弗瑞·路易士（英语：Geoffrey Lewis (actor)）飾演羅伊·蘇利文（Roy Sullivan）
- 普莉西拉·巴恩斯（英语：Priscilla Barnes）飾演葛洛莉雅·蘇利文（Gloria Sullivan）
- 凱特·諾比（英语：Kate Norby）飾演溫蒂·班卓（Wendy Banjo）
- 路·丹波（英语：Lew Temple）飾演亞當·班卓（Adam Banjo）
- 丹尼·崔喬飾演朗多（Rondo）
- 達勒斯·沛莒飾演比利·雷·斯納佩爾（Billy Ray Snapper）
- 湯姆·托爾斯（英语：Tom Towles）飾演喬治·懷德爾（George Wydell）
- 泰勒·明（英语：Tyler Mane）飾演小魯弗斯·「RJ」·法爾弗利（Rufus "RJ" Firefly, Jr.）
- 肯恩·哈德飾演戴著防毒面具的警員

## 外部連結
- 互联网电影数据库（IMDb）上《The Devil's Rejects》的资料（英文）
- Box Office Mojo上《The Devil's Rejects》的資料（英文）
- 爛番茄上《The Devil's Rejects》的資料（英文）
- Metacritic上《The Devil's Rejects》的資料（英文）